# تل شیوا
تل شیوا (به صورت آکادمیک) و تل بئر شیوا (نام رایج) از نام‌های عبری، و تل سبع به عربی یک سایت باستان‌شناسی در جنوب اسرائیل که گمان می‌رود بقایای از شهر مقدس بئرشبع است. این سایت در شرق شهر مدرن بیرشبا و غرب شهر جدید بادیه نشین تل السبع قرار دارد. تل شیوا یک سایت محافظت شده‌است و در دسترس بازدید کنندگان قرار د ارد.

## علم اشتقاق لغات
نام عبری از be'er به معنی چاه و sheva به معنی "سوگند" گرفته شده‌است.

نام عبری که به‌طور معمول در زمینه‌های دانشگاهی استفاده می‌شود Tel Sheva است.

## تاریخ
در تورات بئر شبع در تورات همان جایی است که ابراهیم فرزند خود اسماعیل و هاجر را به آنجا روانه کرد.
همچنین ابراهیم در نزدیکی بئر شبع، تنها فرزند خود اسحاق را به مذبح برد. در اسلام اسماعیل به مذبح برده شد. شهر بئرشبع یکی از تاریخی‌ترین شهرهای اسرائیل است که به آن در کتابهای مقدس و داستان‌های مشترک دین‌های ابراهیمی اشاره شده‌است.

## حفاری

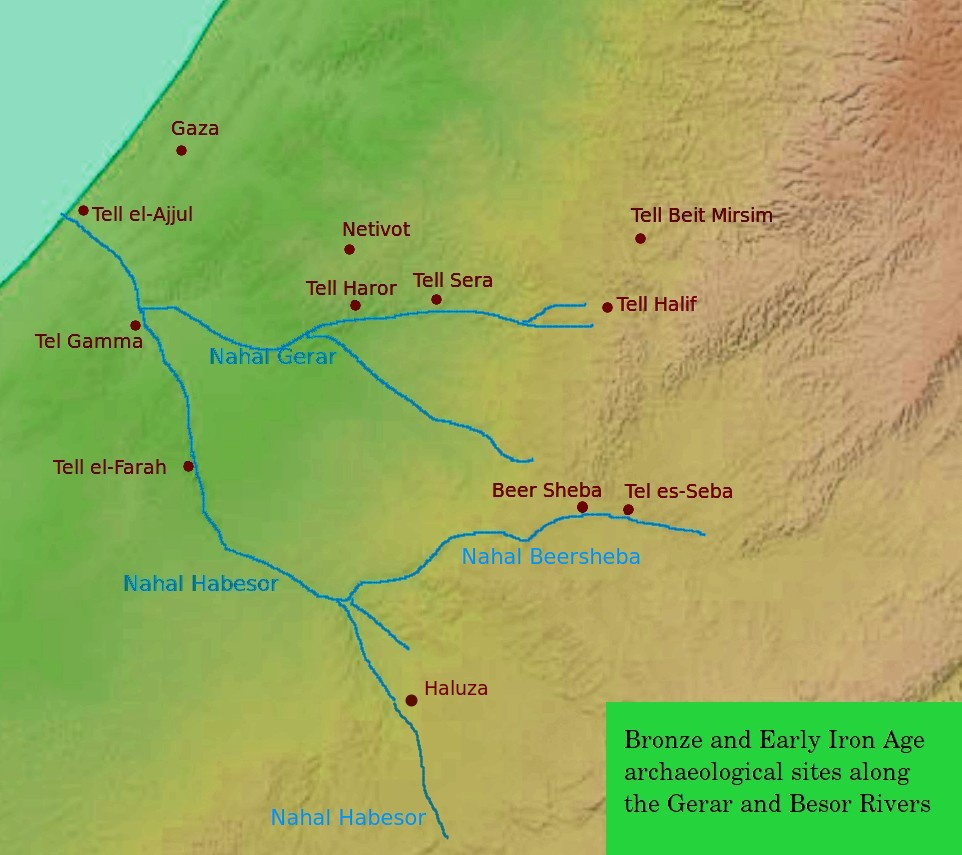
Tel Sheva در زمینه منطقه ای مفرغ و اوایل عصر آهن می‌گوید

محل شهر بر روی تپه ای مشرف به وادی به همین نام در حدود دو و نیم مایلی شرق شهر مدرن بئرشبع واقع شده‌است. این سایت از سال ۱۹۶۹ تا ۱۹۷۶ توسط مؤسسه باستان‌شناسی دانشگاه تل آویو به سرپرستی یوهان آهارونی حفاری شد. روایت کتاب مقدس این شهر را در زمان سلطنت داوود قرار می‌دهد، که توسط دانشمندان کتاب مقدس مربوط به سال ۱۰۰۰ قبل از میلاد مسیح است و بعداً به پادشاهی یهودا (۹۸۰–۷۰۱ قبل از میلاد) حکمرانی می‌کرد. حفاری‌ها توسط هرتسوگ بین سالهای ۱۹۹۳ و ۱۹۹۵ به منظور تکمیل کشف سیستم آب شهر تجدید شد.

## ثبت یونسکو
این سایت توسط اداره سازمان باغات و مناطق طبیعی اسرائیل در سال ۱۹۹۰ بازسازی شد. در سال ۲۰۰۳، سیستم آب آن نیز برای عموم باز شد. این شهر حفاری شده با نام پارک ملی تپه بئر شیوا اکنون برای بازدید کنندگان باز است.
در سال ۲۰۰۷، تل شیوا به عنوان میراث جهانی یونسکو شناخته شد. از بیش از ۲۰۰ مورد در اسرائیل، بئر شیوا به عنوان یکی از نماینده‌ها ثبت شده‌است که حاوی بقایای قابل توجهی از یک شهر با ارتباطات کتاب مقدس است.